# Charles Barrois
Charles Barrois (1851–1939) – geolog i paleontolog francuski.

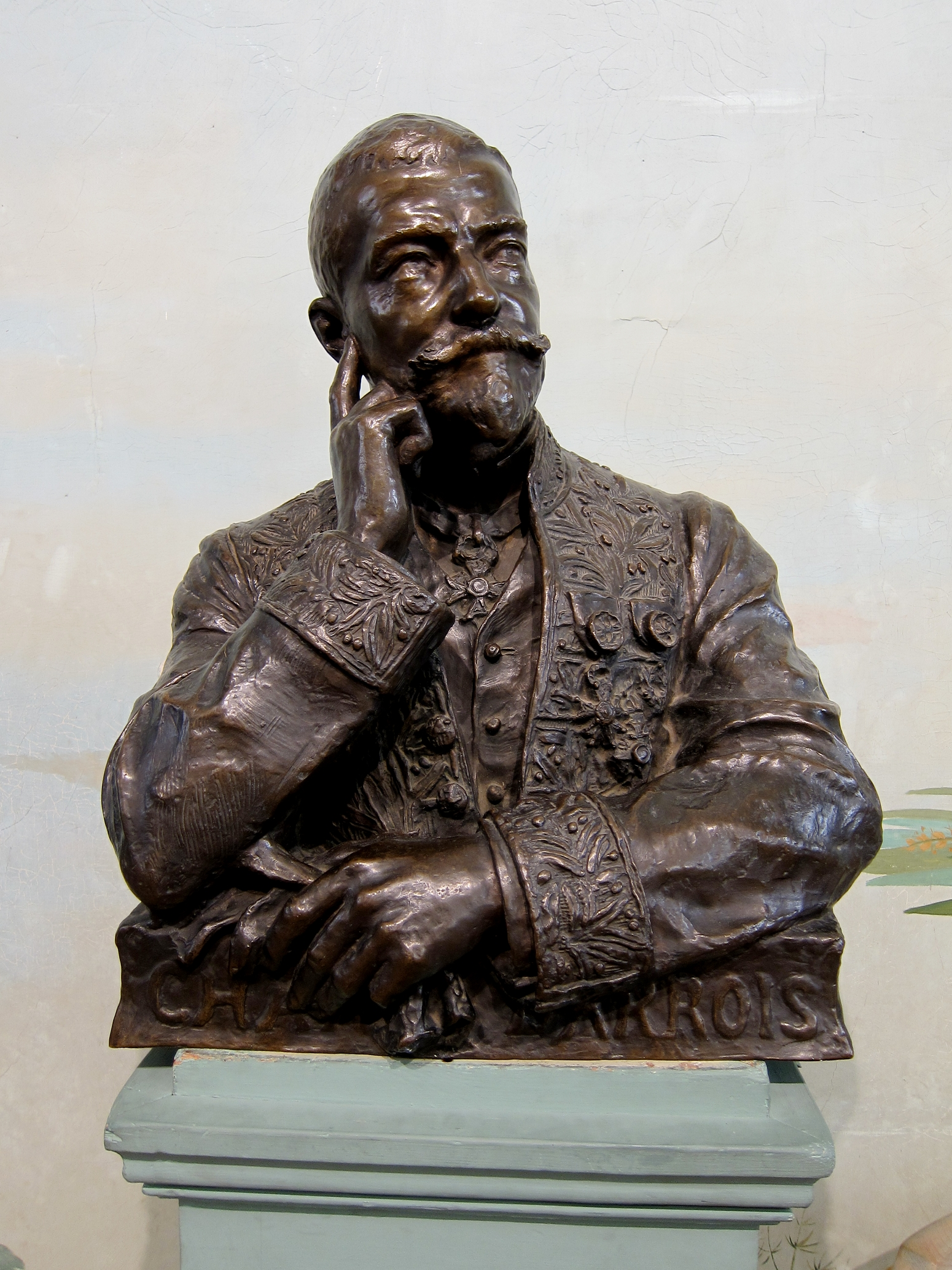
Popiersie Charles'a Barrois w Muzeum Przyrodniczym w Lille

## Biografia

### Życiorys
Charles Eugène Barrois urodził się 21 kwietnia 1851 w Lille w rodzinie przemysłowców. Jego kariera naukowa była związana z Faculté des Sciences w Lille (obecnie Université Lille Nord de France), gdzie w 1871 został asystentem, w 1878 wykładowcą, a w 1888 profesorem; w 1902 przejął katedrę geologii po swoim profesorze Jules'u Gosselet'cie. Dzięki sieci kontaktów był w stanie wchodzić ze swoimi współpracownikami bezpośrednio do kopalń celem prowadzenia badań paleontologicznych na miejscu. W 1900 był sekretarzem Międzynarodowego Kongresu Geologicznego w Paryżu. W 1907 został pierwszym kustoszem Muzeum Węglowego w Lille. W 1927 katedrę uniwersytecką po nim przejął jego uczeń Pierre Pruvost. Zmarł 5 listopada 1939 w Sainte-Geneviève-en-Caux (departament Seine-Maritime). Jego pogrzeb prowadził kardynał Achille Liénart, arcybiskup Lille.

### Pełnione funkcje i otrzymane godności
- 1897 – przewodniczący Francuskiego Towarzystwa Geologicznego (fr. Société géologique de France(inne języki))[8]
- 1901 – Medal Wollastona nadany przez Londyńskie Towarzystwo Geologiczne[9]
- 1904 – członek paryskiej Akademii Nauk[10]

- 1918 – członek Francuskiej Akademii Rolnictwa(inne języki)[6]
- 1923 – komandor Legii Honorowej[6]
- 1927 – przewodniczący paryskiej Akademii Nauk[6]

W 1870 był członkiem założycielem, a następnie siedmiokrotnie przewodniczącym Północnego Towarzystwa Geologicznego (fr. Société géologique du Nord).
Ponadto był członkiem zagranicznych akademii i towarzystw: New York Academy of Sciences, Papieskiej Akademii Nauk, Real Academia de Ciencias exactas, físicas y naturales, Bawarskiej Akademii Nauk, Royal Society of London i Royal Society of Edinburgh.

## Osiągnięcia naukowe

### Znaczenie w historii nauki
Zajmował się stratygrafią, paleontologią, petrografią i kartografią geologiczną. We wspomnieniach pośmiertnych podkreślano rozległość jego zainteresowań badawczych. Wśród jego największych osiągnięć można wymienić syntezy strukturalne zagłębia węglowego północnej Francji i Masywu Armorykańskiego. Opisał nowy rodzaj koralowców czteropromiennych Briantia Barrois, 1889 i liczne nowe gatunki zwierząt kopalnych. Był autorem około 20 arkuszy mapy geologicznej Francji w skali 1 : 80 000.

### Wybrane publikacje
- Recherches sur le terrain crétacé supérieur de l'Angleterre et de l'Irlande (1876)[12]
- Recherches sur les terrains anciens des Asturies et de la Galice (tom 1, 1882[13]; tom 2, 1882[14])
- Faune du calcaire d'Erbray (1889)[11]
- Bassin houiller du Nord et du Pas-de-Calais (Charles Barrois, Paul Bertrand & Pierre Pruvost, 1927; mapa)[15]
- Carte de Bretagne montrant les relations des principales lignes tectoniques... avec les massifs de roches intrusives (1930; mapa)[16]

## Upamiętnienie
Na jego cześć nazwano między innymi rodzaj ramienionogów Barroisella Hall & Clarke, 1892 (z rzędu Lingulida) oraz znaleziony w Bretanii gatunek ordowickiego ramienionoga Mcewanella barroisi Melou, 1990 (z rzędu Orthida).
Od jego nazwiska pochodzi też nazwa minerału barroisytu, należącego do grupy amfiboli.